# Elvira: Mistress of the Dark (film)
Elvira: Mistress of the Dark is een Amerikaanse komische horrorfilm uit 1988 geregisseerd door James Signorelli. De film is een coproductie van New World Pictures en NBC Productions. De film is een spin-off van het televisieprogramma Elvira's Movie Macabre.

## Synopsis
Elvira, presentatrice van een programma over horror, neemt ontslag na seksueel grensoverschrijdend gedrag van de nieuwe eigenaar van het televisiestation. Ze wil van Los Angeles naar Las Vegas verhuizen om daar zelf een show op te starten, maar ze mist 50.000 Amerikaanse dollar. Dat hoopt ze te vergaren via de verkoop van een herenhuis dat ze net geërfd heeft van haar groottante Morgana. Ze reist af naar een dorpje in Massachusetts en verneemt dat de erfenis ook uit een kookboek en poedel Algonquin bestaat.
Haar oom Vincent heeft grote interesse in het kookboek, maar toevallig ontdekt Elivira dat het een boek met magische recepten is dat onder andere demonen oproept. Daarom wordt ze door de lokale bevolking aanzien als een heks en zal ze op de brandstapel terecht komen.

## Rolverdeling
| Acteur             | Personage               |
| ------------------ | ----------------------- |
| Cassandra Peterson | Elvira / Morgana Talbot |
| Binnie             | Gonk                    |
| W. Morgan Sheppard | Vincent Talbot          |
| Daniel Greene      | Bob Redding             |
| Susan Kellermann   | Patty                   |
| Edie McClurg       | Chastity Pariah         |
| Robert Benedetti   | Calvin Cobb             |
| Kurt Fuller        | Glotter                 |
| Jeff Conaway       | Travis                  |
| Frank Collison     | Billy                   |
| William Duell      | Lesley Meeker           |
| Pat Crawford Brown | Mrs. Meeker             |
| Ellen Dunning      | Robin Meeker            |
| Kris Kamm          | Randy                   |
| Scott Morris       | Sean                    |
| Ira Heiden         | Bo                      |
| Tress MacNeille    |                         |
| Phil Rubenstein    |                         |
| Frank Welker       |                         |

### Prijzen en nominaties
| Westrijd                     | Categorie     | Ontvanger(s)       | Resultaat   | Ref.  |
| ---------------------------- | ------------- | ------------------ | ----------- | ----- |
| Fantasporto                  | Best Film     |                    | Genomineerd |       |
| Saturn Awards                | Best Actress  | Cassandra Peterson | Genomineerd |       |
| Golden Raspberry Awards 1988 | Worst Actress | Cassandra Peterson | Genomineerd | [ 4 ] |
| Stinkers Bad Movie Awards    | Worst Picture | Cassandra Peterson | Genomineerd | [ 5 ] |